# 梁贊化
梁賛化（1553年—？），字翼卿，號葵東，湖廣荊州府江陵縣民籍，河南汲縣人，明朝政治人物。

## 生平
萬曆七年（1579年）己卯科湖廣鄉試第二名，萬曆十四年（1586年）丙戌科會試三十四名，登三甲第二十四名。工部观政，六月授直隸鎮江府推官，卒于官。

## 家族
曾祖梁紀；祖父梁浩，曾任江陵縣沙市巡檢司巡檢；父梁元，曾任恩例冠帶壽官。母楊氏。具庆下。